# 벤즈옥사졸
벤즈옥사졸(영어: benzoxazole)은 벤젠 고리와 옥사졸 고리가 융합된 두 개의 고리 구조를 특징으로 하는 피리딘과 비슷한 냄새가 나는 분자식이 C7H5NO인 방향족 유기 화합물이다. 벤즈옥사졸 자체는 실용적인 가치가 없지만, 벤즈옥사졸의 많은 유도체들은 상업적으로 중요하다.
헤테로고리 화합물인 벤즈옥사졸은 보다 큰 생물활성 구조의 활성을 위한 출발 물질로 사용되는 것으로 밝혀졌다. 헤테로고리로서 기능화를 허용하는 반응성 부위를 가지고 있지만, 벤즈옥사졸의 방향족성은 비교적 안정적이다.

## 생성 및 적용
벤즈옥사졸은 플루녹사프로펜 및 타파미디스와 같은 약물의 화학 구조 내에서 발견된다. 벤즈옥사졸 유도체는 또한 세탁 세제에서 형광 발광제로도 사용된다. 벤즈옥사졸은 항산화, 항알레르기, 항종양 및 항기생충 활성을 가진 것으로 잘 알려진 항진균제 그룹에 속한다.

4,4'-(E)-비스(벤즈옥사졸일)스틸벤은 형광성이 강하며, 그 유도체는 형광 발광제로 사용된다.
2,5-비스(벤즈옥사졸-2-일)싸이오펜도 또한 형광성이 강하며, 그 유도체는 세탁 세제에서 형광 발광제로 사용된다.

## 같이 보기
구조 이성질체
- 안트라닐 – 2번 위치에 산소 원자를 가지고 있는 이성질체
- 벤즈아이소옥사졸 – 2번 위치에 질소 원자를 가지고 있는 이성질체

유사체
- 벤즈이미다졸 – 산소가 질소로 치환된 유사체
- 벤조싸이아졸 – 산소가 황으로 치환된 유사체
- 인돌 – 산소 원자가 없는 유사체
- 벤조퓨란 – 질소 원자가 없는 유사체